# 7th Symphony
7th Symphony es el séptimo álbum de estudio de la banda finlandesa Apocalyptica, publicado el 20 de agosto de 2010. 
Existen 2 versiones, la edición normal y la edición especial que contiene dos canciones extra y un DVD grabado en vivo en la Academia Sibelius en Helsinki (Finlandia), el 4 de junio de 2010.
Se extrajeron tres sencillos, «End of Me», «Broken Pieces» y «Not Strong Enough» (este último solo en el Reino Unido).

## Lista de temas

### Edición normal
1. "At the Gates of Manala" - 7:03
2. "End of Me" (con Gavin Rossdale) - 3:29
3. "Not Strong Enough" (con Brent Smith) 3:37
4. "2010" (con Dave Lombardo) - 4:31
5. "Beautiful" - 2:19
6. "Broken Pieces" (con Lacey Mosley) - 3:54
7. "On the Rooftop With Quasimodo" - 5:00
8. "Bring them to Light" (con Joe Duplantier) - 4:45
9. "Sacra" - 4:22
10. "Rage of Poseidon" - 8:41

### Edición especial
CD
1. "At the Gates of Manala" - 7:03
2. "End of Me" (con Gavin Rossdale) - 3:29
3. "Not Strong Enough" (con Brent Smith) 3:37
4. "2010" (con Dave Lombardo) - 4:31
5. "Through Paris in a Sportscar" - 3:52
6. "Beautiful" - 2:19
7. "Broken Pieces" (con Lacey Mosley) - 3:54
8. "On the Rooftop With Quasimodo" - 4:59
9. "Bring them to Light" (con Joe Duplantier) - 4:45
10. "Sacra" - 4:22
11. "Rage of Poseidon" - 8:41
12. "The Shadow of Venus" - 6:06

DVD
1. "Beautiful" - 2:37
2. "Not Strong Enough" (con Tipe Johnson) - 4:05
3. "End of Me" (con Tipe Johnson) - 3:26
4. "I Don't Care" (con Tipe Johnson) - 3:40
5. "Sacra" - 4:05
6. "Bittersweet" - 3:40

## Personal
- Eicca Toppinen - Chelo.
- Paavo Lötjönen - Chelo.
- Perttu Kivilaakso - Chelo.
- Mikko Sirén - Batería, percusiones y contrabajo.

### Personal adicional
- Dave Lombardo - Batería en "2010".
- Lauri Porra - Bajo en "At the Gates of Manala", "End of Me", "2010", "Beautiful", "On the Rooftop With Quasimodo", "Bring them to Light", "Sacra" y "Rage of Poseidon".
- Paul Bushnell - Bajo en "Not Strong Enough" y "Broken Pieces".
- Howard Benson - Teclado en "Not Strong Enough" y "Broken Pieces".
- Gavin Rossdale - Voz en "End of Me".
- Brent Smith - Voz en "Not Strong Enough".
- Lacey Mosley - Voz en "Broken Pieces".
- Joe Duplantier - Voz en "Bring them to Light".
- Johnny Andrews - Voces adicionales en "At the Gates of Manala", "End of Me", "2010", "Beautiful", "On the Rooftop With Quasimodo", "Bring them to Light", "Sacra" y "Rage of Poseidon".
- Apocalyptica - Voces adicionales en "At the Gates of Manala", "End of Me", "2010", "Beautiful", "On the Rooftop With Quasimodo", "Bring them to Light", "Sacra" y "Rage of Poseidon".